# František Schöbl
Armádní generál IV. třídy v. v. František Schöbl (6. června 1868 Jindřichův Hradec – 8. července 1937 Praha) byl český voják, plukovník rakousko-uherské císařské armády během první světové války, posléze pak generál nově vytvořené Československé armády. Nedlouho po vzniku Československa působil jako vrchní velitel československého vojska na Slovensku a stal se tak jedním z prvních československých aktivně sloužících generálů Československé armády.

## Život

### Mládí
Narodil se v Jindřichově Hradci do české rodiny gymnaziálního profesora, vychodil obecnou školu a poté zdejší gymnázium. Rozhodl se pro vojenskou dráhu a po maturitě byl přijat na Tereziánskou vojenskou akademii ve Vídni, kterou zakončil roku 1890 jako poručík se zařazením k 75. pěšímu pluku v Jindřichově Hradci. Roku 1893 absolvoval válečnou školu. V letech 1896 až 1897 byl přidělen ke generálnímu štábu a roku 1900 byl povýšen byl na hejtmana štábu, od roku 1907 potom opět sloužil u řadového vojska.

### První světová válka
Když roku 1914 Rakousko-Uhersko vyhlásilo válku Srbsku, převzal v září 1914 velení 79. pěšího pluku, patřícího k 71. pěší brigádě, na srbské frontě. Za úspěchy při přechodu Driny u Salaše dne 16. září a za útok na výšinu Vihra dne 2. prosince 1914 mu byl udělen rytířský kříž Vojenského řádu Marie Terezie. Následně byl povýšen na plukovníka a jakožto velitel čáslavského 21. pěšího pluku s jednotkou roku 1915 odcestoval na východní frontu. V červenci 1915 potom převzal velení 5. pěší brigády na jižní frontě, posléze velel 7. horské brigádě, roku 1917 potom 37. pěší brigády s nasazením v horském terénu jižního Tyrolska. Za jeho službu byl mj. dekorován Leopoldovým řádem.
V září 1918 se dostal do osobního sporu s polním maršálkem Lütgendorfem poté, co odmítl uposlechnout rozkaz k přímému útoku, který by pro 21. pluk představoval katastrofální a zbytečné ztráty. Následně byl zbaven velení a pod záminkou zdravotní dovolené z fronty odcestoval zpět do Jindřichova Hradce.

### Po vzniku Československa
Po vyhlášení samostatného Československa 28. října 1918 se v Jindřichově Hradci podílel na pokojném průběhu převratu a také organizací prvních jednotek čs. armády. Jejím členem se stal již 30. října. 25. listopadu 1918 byl pak v hodnosti plukovníka generálního štábu pověřen velením československého vojska na Slovensku, které operovalo zejména proti maďarským vojskům na jižní slovenské hranici. Zde nahradil generála Josefa Štiku, který byl vedení zbaven pro nízkou aktivitu. Téhož dne také byla válečnou radou určena nová prozatímní demarkační linie: Bratislava – severní břeh Dunaje – podél Ipeľu – Pinciná – ústí Uhu do Laborce – podél Uhu – Užocký průsmyk. Schöbl částečně reorganizoval své jednotky a zřídil záložní sklady výstroje a výzbroje u Uherského Hradiště.
Nejprve zahájil přípravy k obsazení Nitranského údolí a Nížinu, čímž by spojil ozbrojené oddíly zvané Holíčská a Trenčínská skupina. Tato operace měla začít 6. prosince 1918. Již 4. prosince však došlo k prvním bojům, když maďarské vojsko napadlo neúspěšně Hlohovec. 5. prosince došlo na úseku I. námořní roty u Zem. Kotěšové k boji s maďarskou posádkou Žiliny. Maďarské vojsko v něm utrpělo těžkou porážku a ustoupilo z Žiliny, kterou obsadily československé jednotky. 6. prosince maďarské vojsko znovu zaútočilo na Hlohovec a opět byli donuceni k ústupu. 7. prosince přišly do Hlohovce další české posily, které do 10. prosince obsadily města Sereď, Modra a Pezinok.
Schöbl poté vyslal 1. dobrovolecký pluk, jemuž velel major Pirník, aby zajistil okolí Nitry. 11. prosince byla Nitra obsazena. Maďarské vojsko ustoupilo do Nových Zámků. Po těchto úspěších chtěl Schöbl zajistit východní Slovensko, kde bylo jádro promaďarských sil na Slovensku a vznikla zde i Slovenská ľudová republika. Navíc hrozilo že Polsko vojensky obsadí oblasti Spiše a Oravy. I tyto operace byly nakonec pro čs. stranu úspěšné. Dne 8. ledna 1919 jej ve funkci vrchního velitele československého vojska operujícího na Slovensku nahradil generál Luigi Giuseppe Piccione a František Schöbl byl jmenován velitelem Zemského vojenského velitelství na Slovensku; v této fukci pak setrval do 10. října 1919. Dne 15. března 1919 byl jmenován generálmajorem..
V říjnu 1919 byl jmenován velitelem 9. pěší divize, od roku 1920 pak velitelem 5. divize v Českých Budějovicích. V roce 1922 onemocněl zánětem mozkových blan, což uspíšilo jeho odchod do penze v roce 1923.

### Úmrtí
František Schöbl zemřel 8. července 1937 v Praze ve věku 69 let.